# Aérotrain I80 HV
Pour les articles homonymes, voir I80.
Précédent Suivant
Le I80 HV est un modèle d'Aérotrain, aéroglisseur de l'ingénieur français Jean Bertin qui se déplace sur coussin d'air guidé par un rail en béton, propulsé par un réacteur.
Ce projet est une variante de l'aérotrain I80 250, modifié pour atteindre une vitesse plus élevée : en mars 1974, l'appareil en démonstration atteint la vitesse de 430 km/h, vitesse alors inégalée pour un véhicule sur rail. Son réacteur de type Pratt & Whitney JT8D7 a une poussée de 6,8 tonnes. Il est dérivé du moteur de l'avion Caravelle. 
Entreposé dans une structure de maintenance à Chevilly, ses éléments vitaux démontés, il subit un incendie, probablement criminel bien que l'enquête n'aie jamais abouti, en 1992. Trop détérioré, il sera finalement ferraillé en février 1997.